# Algemene beginselen van behoorlijk bestuur
De algemene beginselen van behoorlijk bestuur (abbb's) behelzen in Nederland en België een aantal beginselen die ontstaan zijn uit jurisprudentie om de gedragsregels van de overheden ten opzichte van de burger te regelen. Deze beginselen zijn zowel van toepassing als de overheid publiekrechtelijk als privaatrechtelijk handelt.Dit is dus het geval als de overheid een vergunning verleent, belasting heft of een verbintenis aangaat met bijvoorbeeld een BV. Voor 1994, toen de Algemene wet bestuursrecht in Nederland in werking trad, waren de meeste beginselen niet vastgelegd in de wet. Door middel van jurisprudentie is de verhouding tussen de overheid en de burger verduidelijkt. Vanaf 1994 is een aantal beginselen gecodificeerd. Voor België blijven deze beginselen grotendeels voortvloeien uit de jurisprudentie (daar vaak benoemd als 'rechtspraak') van de (administratieve) rechtscolleges.
Deze beginselen zijn alleen van toepassing op overheidsorganen (publiekrechtelijk rechtspersoon). Het is dus belangrijk om eerst de voorvraag te stellen of je te maken hebt met een rechtspersoon die krachtens publiekrecht is opgericht. De bekendste zijn de staat, provincie, gemeente en waterschappen. Maar ook andere instanties zoals het CBR of RDW zijn ook overheidsinstanties. Het criterium of iets een overheidsorgaan is, is als zij eenzijdig jouw rechten en plichten kunnen bepalen en een taak van de overheid op zich nemen of door de overheid gefinancieerd worden. Daardoor is dus bijvoorbeeld ook de handeling van de APK-keurder, die jouw auto afkeurt, te kwalificeren als een handeling van een overheidsorgaan. Maar er zijn ook uitzonderingen. De wetgevende macht (Eerste Kamer + Tweede Kamer) en de rechterlijke macht (rechters) zijn vanwege bijzondere wetgeving geen overheidsorganen. 

## Onderscheid
Algemene beginselen van behoorlijk bestuur kunnen onderscheiden worden in formele beginselen en materiële beginselen.

### Formele beginselen
Iedere bevoegdheid van de overheid (inclusief die van de gedecentraliseerde overheden zoals waterschappen, provincies, gemeentes) om besluiten te mogen nemen moet terug te voeren zijn op bevoegdheid die door de formele wetgever is toebedeeld.
Voorbeelden zijn: legaliteitsbeginsel, zorgvuldigheidsbeginsel, motiveringsbeginsel, en het formele rechtszekerheidsbeginsel
- Legaliteitsbeginsel. Er is geen bevoegdheid zonder grondslag in wet of Grondwet.
- Zorgvuldigheidsbeginsel. De overheid moet een besluit zorgvuldig voorbereiden en nemen: correcte behandeling van de burger, zorgvuldig onderzoek naar de feiten en belangen, procedure goed volgen en deugdelijke besluitvorming (art. 3:2 Awb).
- Motiveringsbeginsel. De overheid moet haar besluiten goed motiveren: de feiten moeten kloppen en de motivering moet logisch en begrijpelijk zijn (art. 3:46 Awb).
- Rechtszekerheidsbeginsel. De overheid moet haar besluiten zó formuleren dat de burger precies weet waar hij aan toe is of wat de overheid van hem verlangt. Bovendien moet de overheid de geldende rechtsregels juist en consequent toepassen.
- Fair-play-beginsel. Het Fair-play-beginsel zorgt voor een eerlijke behandeling van een besluit. Het bestuursorgaan vervult zijn taak zonder vooringenomenheid of partijdigheid (art. 2:4 Awb).
- Verbod op détournement de procédure. Er mag geen lichtere procedure worden gevolgd om tot een besluit te komen, wanneer daarvoor een met meer waarborgen omklede procedure openstaat. (art. 3:3 Awb).

### Materiële beginselen
De materiële beginselen hebben betrekking op de inhoud van bestuursbesluiten. Voorbeelden zijn: specialiteitsbeginsel, materiële rechtszekerheidsbeginsel, gelijkheidsbeginsel en het verbod op détournement de pouvoir.
- Specialiteitsbeginsel. Een bestuursorgaan mag alleen die belangen behartigen waarvoor de betrokken wet of regeling een grondslag biedt (art. 3:4 lid 1 Awb).
- Evenredigheidsbeginsel. De overheid moet ervoor zorgen dat de lasten of nadelige gevolgen van een overheidsbesluit voor een burger niet zwaarder zijn dan het algemeen belang van het besluit (art. 3:4 lid 2 Awb).
- Materiële rechtszekerheidsbeginsel. Een burger die gedurende een ruime periode een bepaalde rechtspositie heeft opgebouwd, mag er in principe op vertrouwen dat deze rechtspositie kan worden voortgezet, dan wel dat hij bij gewijzigd beleid gecompenseerd wordt.
- Gelijkheidsbeginsel. De overheid moet gelijke gevallen op gelijke wijze behandelen (art. 1 Grondwet).
- Verbod van détournement de pouvoir. Een bestuursorgaan mag de hem geattribueerde of gedelegeerde bevoegdheid alleen gebruiken voor het doel waarvoor die bevoegdheid is gegeven (art. 3:3 Awb).
- Vertrouwensbeginsel. Ook wel beginsel van de opgewekte verwachting. Wie op goede gronden – bijvoorbeeld na een duidelijke toezegging – erop mag vertrouwen dat de overheid een besluit neemt, heeft daar ook recht op.